# Celtic FC in het seizoen 2025/26
In het seizoen 2025/2026 komt Celtic uit in de Schotse Premiership. In dit seizoen zal Celtic ook weer uitkomen in de Scottish Cup en de League Cup. Celtic zal ook deelnemen aan de UEFA Champions League.

## Selectie 2025/2026

### Spelers
| Nr.           | Nat.                      | Naam                   | Contract tot | Premiership | Premiership | Premiership | Scottish Cup | Scottish Cup | Scottish Cup | League Cup | League Cup | League Cup | UEFA Champions League | UEFA Champions League | UEFA Champions League | Totaal     | Totaal     | Totaal     |
| Nr.           | Nat.                      | Naam                   | Contract tot | W           |             | Assist      | W            |              | Assist       | W          |            | Assist     | W                     |                       | Assist                | W          |            | Assist     |
| Doelmannen    | Doelmannen                | Doelmannen             | Doelmannen   | Doelmannen  | Doelmannen  | Doelmannen  | Doelmannen   | Doelmannen   | Doelmannen   | Doelmannen | Doelmannen | Doelmannen | Doelmannen            | Doelmannen            | Doelmannen            | Doelmannen | Doelmannen | Doelmannen |
| ------------- | ------------------------- | ---------------------- | ------------ | ----------- | ----------- | ----------- | ------------ | ------------ | ------------ | ---------- | ---------- | ---------- | --------------------- | --------------------- | --------------------- | ---------- | ---------- | ---------- |
| 1             | Vlag van Denemarken       | Kasper Schmeichel      | 2026         | 2           | 0           | 0           | 0            | 0            | 0            | 0          | 0          | 0          | 0                     | 0                     | 0                     | 2          | 0          | 0          |
| 12            | Vlag van Finland          | Viljami Sinisalo       | 2029         | 0           | 0           | 0           | 0            | 0            | 0            | 1          | 0          | 0          | 0                     | 0                     | 0                     | 1          | 0          | 0          |
| 31            | Vlag van Schotland        | Ross Doohan            | 2028         | 0           | 0           | 0           | 0            | 0            | 0            | 0          | 0          | 0          | 0                     | 0                     | 0                     | 0          | 0          | 0          |
| Verdedigers   |                           |                        |              |             |             |             |              |              |              |            |            |            |                       |                       |                       |            |            |            |
| 2             | Vlag van Canada           | Alistair Johnston      | 2029         | 2           | 0           | 0           | 0            | 0            | 0            | 1          | 1          | 0          | 0                     | 0                     | 0                     | 3          | 1          | 0          |
| 4             | Vlag van Engeland         | Jahmai Simpson-Pusey   | 2026 (huur)  | 0           | 0           | 0           | 0            | 0            | 0            | 0          | 0          | 0          | 0                     | 0                     | 0                     | 0          | 0          | 0          |
| 5             | Vlag van Ierland          | Liam Scales            | 2028         | 2           | 0           | 0           | 0            | 0            | 0            | 1          | 0          | 0          | 0                     | 0                     | 0                     | 3          | 0          | 0          |
| 6             | Vlag van Verenigde Staten | Auston Trusty          | 2029         | 2           | 0           | 0           | 0            | 0            | 0            | 1          | 0          | 0          | 0                     | 0                     | 0                     | 3          | 0          | 0          |
| 20            | Vlag van Verenigde Staten | Cameron Carter-Vickers | 2029         | 2           | 0           | 0           | 0            | 0            | 0            | 0          | 0          | 0          | 0                     | 0                     | 0                     | 2          | 0          | 0          |
| 25            | Vlag van Japan            | Hayato Inamura         | 2029         | 0           | 0           | 0           | 0            | 0            | 0            | 0          | 0          | 0          | 0                     | 0                     | 0                     | 0          | 0          | 0          |
| 47            | Vlag van Schotland        | Dane Murray            | 2026         | 0           | 0           | 0           | 0            | 0            | 0            | 1          | 1          | 0          | 0                     | 0                     | 0                     | 1          | 1          | 0          |
| 56            | Vlag van Schotland        | Anthony Ralston        | 2027         | 1           | 0           | 0           | 0            | 0            | 0            | 0          | 0          | 0          | 0                     | 0                     | 0                     | 1          | 0          | 0          |
| 57            | Vlag van Schotland        | Stephen Welsh          | 2027         | 0           | 0           | 0           | 0            | 0            | 0            | 0          | 0          | 0          | 0                     | 0                     | 0                     | 0          | 0          | 0          |
| 63            | Vlag van Schotland        | Kieran Tierney         | 2030         | 2           | 0           | 1           | 0            | 0            | 0            | 1          | 0          | 1          | 0                     | 0                     | 0                     | 3          | 0          | 2          |
| Middenvelders |                           |                        |              |             |             |             |              |              |              |            |            |            |                       |                       |                       |            |            |            |
| 14            | Vlag van Schotland        | Luke McCowan           | 2027         | 2           | 1           | 0           | 0            | 0            | 0            | 1          | 0          | 0          | 0                     | 0                     | 0                     | 3          | 1          | 0          |
| 27            | Vlag van België           | Arne Engels            | 2028         | 1           | 0           | 0           | 0            | 0            | 0            | 1          | 0          | 1          | 0                     | 0                     | 0                     | 2          | 0          | 1          |
| 28            | Vlag van Portugal         | Paulo Bernardo         | 2029         | 0           | 0           | 0           | 0            | 0            | 0            | 1          | 0          | 0          | 0                     | 0                     | 0                     | 1          | 0          | 0          |
| 41            | Vlag van Japan            | Reo Hatate             | 2028         | 2           | 1           | 0           | 0            | 0            | 0            | 0          | 0          | 0          | 0                     | 0                     | 0                     | 2          | 1          | 0          |
| 42            | Vlag van Schotland        | Callum McGregor        | 2028         | 2           | 0           | 0           | 0            | 0            | 0            | 1          | 0          | 0          | 0                     | 0                     | 0                     | 3          | 0          | 0          |
| 49            | Vlag van Schotland        | James Forrest          | 2026         | 2           | 0           | 0           | 0            | 0            | 0            | 1          | 0          | 0          | 0                     | 0                     | 0                     | 3          | 0          | 0          |
| Aanvallers    |                           |                        |              |             |             |             |              |              |              |            |            |            |                       |                       |                       |            |            |            |
| 7             | Vlag van Portugal         | Jota                   | 2030         | 0           | 0           | 0           | 0            | 0            | 0            | 0          | 0          | 0          | 0                     | 0                     | 0                     | 0          | 0          | 0          |
| 8             | Vlag van Zweden           | Benjamin Nygren        | 2029         | 2           | 1           | 1           | 0            | 0            | 0            | 1          | 0          | 0          | 0                     | 0                     | 0                     | 3          | 1          | 1          |
| 9             | Vlag van Ierland          | Adam Idah              | 2029         | 2           | 0           | 0           | 0            | 0            | 0            | 0          | 0          | 0          | 0                     | 0                     | 0                     | 2          | 0          | 0          |
| 13            | Vlag van Zuid-Korea       | Hyun-jun Yang          | 2028         | 1           | 0           | 0           | 0            | 0            | 0            | 1          | 0          | 0          | 0                     | 0                     | 0                     | 2          | 0          | 0          |
| 18            | Vlag van Japan            | Shin Yamada            | 2029         | 1           | 0           | 0           | 0            | 0            | 0            | 1          | 0          | 0          | 0                     | 0                     | 0                     | 2          | 0          | 0          |
| 19            | Vlag van Wales            | Callum Osmand          | 2029         | 0           | 0           | 0           | 0            | 0            | 0            | 0          | 0          | 0          | 0                     | 0                     | 0                     | 0          | 0          | 0          |
| 23            | Vlag van Australië        | Marco Tilio            | 2028         | 0           | 0           | 0           | 0            | 0            | 0            | 0          | 0          | 0          | 0                     | 0                     | 0                     | 0          | 0          | 0          |
| 24            | Vlag van Ierland          | Johnny Kenny           | 2026         | 1           | 0           | 0           | 0            | 0            | 0            | 1          | 0          | 0          | 0                     | 0                     | 0                     | 2          | 0          | 0          |
| 38            | Vlag van Japan            | Daizen Maeda           | 2027         | 2           | 0           | 1           | 0            | 0            | 0            | 1          | 1          | 0          | 0                     | 0                     | 0                     | 3          | 1          | 1          |

Laatst bijgewerkt op 15 augustus 2025

## Transfers

### Zomer

#### Aangetrokken 2025/26
| Nat. | Naam                 | Van                 | Bijzonderheden |
| ---- | -------------------- | ------------------- | -------------- |
| JPN  | Shin Yamada          | Kawasaki Frontale   | € 1.730.000    |
| SWE  | Benjamin Nygren      | FC Nordsjælland     | € 1.500.000    |
| JPN  | Hayato Inamura       | Albirex Niigata     | € 300.000      |
| SCO  | Kieran Tierney       | Arsenal             | Transfervrij   |
| SCO  | Ross Doohan          | Aberdeen            | Transfervrij   |
| WLS  | Callum Osmand        | Fulham U21          | Transfervrij   |
| ENG  | Jahmai Simpson-Pusey | Manchester City U21 | Gehuurd        |
| SWE  | Gustaf Lagerbielke   | FC Twente           | Was verhuurd   |
| HON  | Luis Palma           | Olympiakos          | Was verhuurd   |
| SCO  | Adam Montgomery      | Queen's Park        | Was verhuurd   |
| KOR  | Hyeok-kyu Kwon       | Hibernian           | Was verhuurd   |
| SCO  | Stephen Welsh        | KV Mechelen         | Was verhuurd   |

#### Vertrokken 2025/26
| Nat. | Naam               | Naar            | Bijzonderheden |
| ---- | ------------------ | --------------- | -------------- |
| GER  | Nicolas Kühn       | Como 1907       | € 19.000.000   |
| SWE  | Gustaf Lagerbielke | SC Braga        | € 2.570.000    |
| KOR  | Hyeok-kyu Kwon     | FC Nantes       | € 250.000      |
| SCO  | Greg Taylor        | PAOK Saloniki   | Transfervrij   |
| SCO  | Scott Bain         | Falkirk         | Transfervrij   |
| HON  | Luis Palma         | Lech Poznań     | Verhuurd       |
| POL  | Maik Nawrocki      | Hannover 96     | Verhuurd       |
| SCO  | Adam Montgomery    | Livingston      | Verhuurd       |
| NIR  | Josh Clarke        | Partick Thistle | Verhuurd       |
| GHA  | Jeffrey Schlupp    | Crystal Palace  | Was gehuurd    |

### Winter

#### Aangetrokken 2025/26
| Nat. | Naam             | Van  | Bijzonderheden |
| ---- | ---------------- | ---- | -------------- |
| NOR  | Odin Thiago Holm | LAFC | Was verhuurd   |

#### Vertrokken 2025/26
| Nat. | Naam | Van | Bijzonderheden |
| ---- | ---- | --- | -------------- |
|      |      |     |                |

## Wedstrijden

### Oefenwedstrijden
| Datum      | Wedstrijd                 | Uitslag |
| ---------- | ------------------------- | ------- |
| 04-07-2025 | Queen's Park – Celtic     | 0 – 1   |
| 08-07-2025 | Cork City – Celtic        | 1 – 2   |
| 12-07-2025 | Estrela – Celtic          | 3 – 2   |
| 16-07-2025 | Sporting CP – Celtic      | 0 – 2   |
| 19-07-2025 | Celtic – Newcastle United | 4 – 0   |
| 24-07-2025 | Ajax – Celtic             | 5 – 1   |
| 26-07-2025 | Al-Ahli – Celtic          | 1 – 1   |

### Premiership
| № | Datum      | Wedstrijd           | Uitslag |
| - | ---------- | ------------------- | ------- |
| 1 | 03-08-2025 | Celtic – St. Mirren | 1 – 0   |
| 2 | 10-08-2025 | Aberdeen – Celtic   | 0 – 2   |
| 3 | 23-08-2025 | Celtic – Livingston | –       |
| 4 | 31-08-2025 | Celtic – Rangers    | –       |
| 5 | 13-09-2025 | Kilmarnock – Celtic | –       |

### Scottish Cup
| Ronde        | Datum      | Wedstrijd | Uitslag |
| ------------ | ---------- | --------- | ------- |
| Vierde ronde | 18-01-2026 | Celtic –  | –       |

### League Cup
| Ronde        | Datum      | Wedstrijd                | Uitslag |
| ------------ | ---------- | ------------------------ | ------- |
| Tweede ronde | 15-08-2025 | Celtic – Falkirk         | 4 – 1   |
| Kwartfinale  | 20-09-2025 | Partick Thistle – Celtic | –       |

### UEFA Champions League
| Ronde     | Wedstrijd | Datum      | Wedstrijd              | Uitslag | Totaal |
| --------- | --------- | ---------- | ---------------------- | ------- | ------ |
| Play-offs | 1         | 20-08-2025 | Celtic – Kairat Almaty | –       |        |
| Play-offs | 2         | 26-08-2025 | Kairat Almaty – Celtic | –       |        |

## Statistieken

### Tussenstand in Schotse Premiership
| Stand | Gespeeld | Gewonnen | Gelijk | Verloren | Punten | Doelpunten voor | Doelpunten tegen | Gele kaarten | Twee gele kaarten | Rode kaarten |
| ----- | -------- | -------- | ------ | -------- | ------ | --------------- | ---------------- | ------------ | ----------------- | ------------ |
| 2e    | 2        | 2        | 0      | 0        | 6      | 3               | 0                | 5            | 0                 | 0            |

### Punten, stand en doelpunten per speelronde
| Speelronde                            | 1  | 2  | 3 | 4 | 5 | 6 | 7 | 8 | 9 | 10 | 11 | 12 | 13 | 14 | 15 | 16 | 17 | 18 | 19 | 20 | 21 | 22 | 23 | 24 | 25 | 26 | 27 | 28 | 29 | 30 | 31 | 32 | 33 | 34 | 35 | 36 | 37 | 38 | Totaal |
| ------------------------------------- | -- | -- | - | - | - | - | - | - | - | -- | -- | -- | -- | -- | -- | -- | -- | -- | -- | -- | -- | -- | -- | -- | -- | -- | -- | -- | -- | -- | -- | -- | -- | -- | -- | -- | -- | -- | ------ |
| Aantal punten per speelronde          | 3  | 3  |   |   |   |   |   |   |   |    |    |    |    |    |    |    |    |    |    |    |    |    |    |    |    |    |    |    |    |    |    |    |    |    |    |    |    |    | 6      |
| Aantal punten na speelronde           | 3  | 6  |   |   |   |   |   |   |   |    |    |    |    |    |    |    |    |    |    |    |    |    |    |    |    |    |    |    |    |    |    |    |    |    |    |    |    |    | 6      |
| Stand na speelronde                   | 3e | 2e |   |   |   |   |   |   |   |    |    |    |    |    |    |    |    |    |    |    |    |    |    |    |    |    |    |    |    |    |    |    |    |    |    |    |    |    | 2e     |
| Aantal doelpunten per speelronde      | 1  | 2  |   |   |   |   |   |   |   |    |    |    |    |    |    |    |    |    |    |    |    |    |    |    |    |    |    |    |    |    |    |    |    |    |    |    |    |    | 3      |
| Aantal tegendoelpunten per speelronde | 0  | 0  |   |   |   |   |   |   |   |    |    |    |    |    |    |    |    |    |    |    |    |    |    |    |    |    |    |    |    |    |    |    |    |    |    |    |    |    | 0      |
| Doelsaldo na speelronde               | +1 | +3 |   |   |   |   |   |   |   |    |    |    |    |    |    |    |    |    |    |    |    |    |    |    |    |    |    |    |    |    |    |    |    |    |    |    |    |    | +3     |

### Topscorers
| Nr.                           | Naam                          | Goal |
| ----------------------------- | ----------------------------- | ---- |
| 1.                            | Reo Hatate                    | 1    |
| 1.                            | Luke McCowan                  | 1    |
| 1.                            | Benjamin Nygren               | 1    |
| Eigen doelpunten tegenstander | Eigen doelpunten tegenstander | 0    |
| Totaal                        | Totaal                        | 3    |

| Nr.                           | Naam                          | Goal |
| ----------------------------- | ----------------------------- | ---- |
| 1.                            | [[]]                          |      |
| Eigen doelpunten tegenstander | Eigen doelpunten tegenstander | 0    |
| Totaal                        | Totaal                        | 0    |

| Nr.                           | Naam                          | Goal |
| ----------------------------- | ----------------------------- | ---- |
| 1.                            | Alistair Johnston             | 1    |
| 1.                            | Daizen Maeda                  | 1    |
| 1.                            | Dane Murray                   | 1    |
| Eigen doelpunten tegenstander | Eigen doelpunten tegenstander | 1    |
| Totaal                        | Totaal                        | 4    |

| Nr.                           | Naam                          | Goal |
| ----------------------------- | ----------------------------- | ---- |
| 1.                            | [[]]                          |      |
| Eigen doelpunten tegenstander | Eigen doelpunten tegenstander | 0    |
| Totaal                        | Totaal                        | 0    |

Gedurende het seizoen verkocht of verhuurd

### Assists
| Nr.    | Naam            | Assist |
| ------ | --------------- | ------ |
| 1.     | Daizen Maeda    |        |
| 1.     | Benjamin Nygren |        |
| 1.     | Kieran Tierney  |        |
| Totaal | Totaal          | 3      |

| Nr.    | Naam   | Assist |
| ------ | ------ | ------ |
| 1.     | [[]]   |        |
| Totaal | Totaal | 0      |

| Nr.    | Naam           | Assist |
| ------ | -------------- | ------ |
| 1.     | Arne Engels    | 1      |
| 1.     | Kieran Tierney | 1      |
| Totaal | Totaal         | 2      |

| Nr.    | Naam   | Assist |
| ------ | ------ | ------ |
| 1.     | [[]]   |        |
| Totaal | Totaal | 0      |

Gedurende het seizoen verkocht of verhuurd